# Романова, Анастасия Олеговна
Анастаси́я Оле́говна Рома́нова (род. 2 октября 1991) — российская тяжелоатлетка, выступающая в весовой категории до 69 кг, двукратная чемпионка Европы, бронзовый призёр чемпионата мира 2015 года, шестикратная чемпионка России, заслуженный мастер спорта России.

## Спортивная карьера
На чемпионате Европы 2019 года, в Батуми, российская спортсменка по сумме двух упражнений стала чемпионкой, сумев зафиксировать результат 240 кг. В упражнении толчок и в упражнение рывок ей также не было равных.
В 2021 году вошла в состав сборной России на чемпионат Европы в Москве; Анастасия будет выступать в весовой категории до 76 килограммов. С результатом 243 килограмма стала бронзовым призёром. В упражнении "рывок" с весом 111 кг завоевала малую бронзовую медаль.

### Результаты выступлений
| Год  | Соревнование                 | Место проведения | Весовая категория | Рывок  | Толчок | Сумма двоеборья | Место |
| 2011 | Чемпионат мира среди юниоров | Пинанг           | до 69 кг          | 98 кг  | 118 кг | 216 кг          | 5     |
| 2015 | Чемпионат России             | Старый Оскол     | до 69 кг          | 113 кг | 138 кг | 251 кг          | 2     |
| 2015 | Чемпионат мира               | Хьюстон          | до 69 кг          | 116 кг | 137 кг | 253 кг          | 3     |
| 2018 | Чемпионат России             | Владикавказ      | до 69 кг          | 117    | 140    | 257             | 1     |
| 2017 | Чемпионат Европы             | Сплит            | до 69 кг          | 112 кг | 135 кг | 247 кг          | 1     |
| 2017 | Чемпионат России             | Чебоксары        | до 69 кг          | 110    | 132    | 242             | 1     |
| 2018 | Чемпионат России             | Ростов-на-Дону   | до 69 кг          | 110    | 125    | 235             | 1     |
| 2019 | Чемпионат Европы             | Батуми           | до 71 кг          | 112 кг | 128 кг | 240 кг          | 1     |
| 2019 | Чемпионат России             | Новосибирск      | до 76 кг          | 105    | 120    | 225             | 2     |
| 2020 | Чемпионат России             | Грозный          | до 71 кг          | 108    | 126    | 234             | 1     |
| 2021 | Чемпионат Европы             | Москва           | до 76 кг          | 111 кг | 132 кг | 243 кг          | 3     |
| 2021 | Чемпионат России             | Ханты-Мансийск   | до 76 кг          | 112    | 129    | 241             | 2     |
| 2022 | Чемпионат России             | Хабаровск        | до 71 кг          | 105    | 124    | 229             | 1     |
| 2023 | Чемпионат России             | Новый Уренгой    | до 71 кг          | 108    | 122    | 230             | 2     |
| 2024 | Чемпионат России             | Новосибирск      | до 76 кг          | 109    | 128    | 237             | 1     |
| 2025 | Чемпионат России             | Санкт-Петербург  | до 76 кг          | -      | 125    | -               | -     |